# سیمران (نیومکزیکو)
سیمران(به انگلیسی: Cimarron) شهری در ایالت نیومکزیکو کشور ایالات متحده آمریکا است که جمعیت آن در سرشماری سال ۲۰۱۰ میلادی، ۱٬۰۲۱ نفر بوده‌است.